# Werner Schreyer
Werner Willibald Schreyer (ur. 10 marca 1970 w Wiedniu) – austriacki aktor i model.

## Życiorys

### Wczesne lata
Urodził się w Wiedniu. Opanował język angielski, francuski i włoski. Ukończył Gospodarczą Szkołę Europejską na trzyletnim kierunku ekonomii i ekonomii społecznej w Wiedniu. Przez cztery lata uczęszczał na treningi sportowe w Schwechat. Odbył dziewięciomiesięczną służbę wojskową.

### Kariera w świecie mody
Rozpoczął karierę modela dla Versace, Armaniego, Guess, Calvina Kleina, Gucci, Dolce & Gabbana i Prady oraz dla takich fotografów jak Bruce Weber, Mario Testino, Herb Ritts i Richard Avedon. Pojawił się na okładkach  „Mondo Uomo” (1994) z Tonym Wardem, „Elle”, „Vogue”, „Paris Match”, „Marie Claire”, „Cosmopolitan”, „GQ”, „XOXO” czy „L’Officiel Hommes”. W Niemczech zdobył szczególnie popularność jako „kultowy model” firmy Hugo Boss. Brał udział w reklamach, m.in. Levi Strauss & Co. i L’Oréal. Pracował wielokrotnie z topmodelkami: Melanie Scheriau i Carmen Kreuzer.
Miał podpisane kontrakty z Modeling Agencies i Wilhelmina Models w Nowym Jorku, Success Models w Paryżu, I Love Models Management w Mediolanie, Select Model Management w Londynie, Sight Management Studio w Barcelonie, Unique Models w Kopenhadze w Danii, Mega Model Agency w Hamburgu i METRO Models w Zurychu.

### Kariera aktorska
Jest uderzająco podobny do Jamesa Deana. Poznawał tajniki sztuki teatralnej pod kierunkiem Gerarda Vergéz w Paryżu, uczył się metody Roberta Cordiera i Arthura Lessaca w Los Angeles oraz ukończył szkolenie jako kaskader w szkole Stuntschule „Action Concept” w Kolonii.
Swoją ekranową karierę rozpoczął od udziału we francuskim telewizyjnym melodramacie wojennym France 2 Zmysły (Senso, 1993), który zdobył Grand Prix na Międzynarodowym Festiwalu Filmów Historycznych. Następnie zagrał konduktora w dramacie Élisa (1995) u boku Gérarda Depardieu i Vanessy Paradis. W 1997 dwukrotnie spotkał się na planie filmowym z Mickeyem Rourkiem; w dramacie Następne dziewięć i pół tygodnia (Another 9 1/2 Weeks, 1997) i filmie kryminalnym Spotkanie ze śmiercią (Point Blank, 1998).

## Filmografia
- 1993: Zmysły (Senso; TV) jako Werner Ruiz
- 1995: Élisa jako konduktor
- 1997: Bandytki (Bandits) jako West
- 1997: Następne dziewięć i pół tygodnia (Another 9 1/2 Weeks) jako Gilles
- 1998: Spotkanie ze śmiercią (Point Blank) jako Billy